# National Movie Awards
Il National Movie Award è un riconoscimento cinematografico britannico, assegnato annualmente su iniziativa dell'azienda televisiva ITV plc. La cerimonia di premiazione, avuta origine nel 2007, seguì l'enorme successo dei National Television Awards, un'edizione molto simile dedicata però alle premiazioni di vari ambiti televisivi.
Un tale successo cinematografico, elogiato da attrici del calibro di Helen Mirren e Meryl Streep, è stato tuttavia ostacolato da gravi problemi finanziari della ITVplc. Il 25 marzo 2009, la società ha infatti annunciato di voler porre fine alla cerimonia.

## Vincitori e candidature

### National Movie Awards 2007
La prima cerimonia si è tenuta nel Royal Festival Hall di Londra ed è stata presentata dall'attore Alexander Armstrong, alla presenza di un vastissimo pubblico. 
- Azione/Avventura
  - Casino Royale, regia di Martin Campbell
  - Die Hard - Vivere o morire, regia di Len Wiseman
  - 300, regia di Zack Snyder
  - Transformers, regia di Michael Bay
- Animazione
  - I Simpson - Il film, regia di David Silverman
  - Giù per il tubo, regia di David Bowers e Sam Fell
  - Happy Feet, regia di George Miller
  - Shrek terzo, regia di Raman Hui e Chris Miller
- Famiglia
  - Harry Potter e l'Ordine della Fenice, regia di David Yates
  - Spider-Man 3, regia di Sam Raimi
  - I Fantastici 4 e Silver Surfer, regia di Tim Story
  - Pirati dei Caraibi - Ai confini del mondo, regia di Gore Verbinski
- Commedia
  - Hot Fuzz, regia di Edgar Wright
  - Mr. Bean's Holiday, regia di Steve Bendelack
  - Una notte al museo 2 - La fuga, regia di Shawn Levy
  - Borat - Studio culturale sull'America a beneficio della gloriosa nazione del Kazakistan, regia di Larry Charles

- Performance Maschile
  - Daniel Radcliffe - Harry Potter e l'Ordine della Fenice
  - Daniel Craig - Casino Royale
  - Johnny Depp - Pirati dei Caraibi - Ai confini del mondo
  - Rupert Grint - Harry Potter e l'Ordine della Fenice
- Performance Femminile
  - Emma Watson - Harry Potter e l'Ordine della Fenice
  - Judi Dench - Casino Royale
  - Eva Green - Casino Royale
  - Keira Knightley - Pirati dei Caraibi - Ai confini del mondo
  - Gemma Arterton - St. Trinian's
- Premio Speciale di Riconoscimento: Michael G. Wilson e Barbara Broccoli dell'EON Productions per la serie di James Bond

### National Movie Awards 2008
La seconda edizione, tenutasi l'8 settembre 2008 nel Royal Festival Hall di Londra è stata condotta da James Nesbitt.
- Azione/Avventura
  - Indiana Jones e il regno del teschio di cristallo, regia di Steven Spielberg
  - Io sono leggenda, regia di Francis Lawrence
  - La mummia - La tomba dell'Imperatore Dragone, regia di Rob Cohen
  - Wanted - Scegli il tuo destino, regia di Timur Bekmambetov
- Commedia
  - Juno, regia di Jason Reitman
  - Sex And The City, regia di Michael Patrick King
  - St. Trinian's, regia di Oliver Parker e Barnaby Thompson
  - Love Guru, regia di Marco Schnabel
- Famiglia
  - WALL•E, regia di Andrew Stanton
  - Kung Fu Panda, regia di Mark Osborne e John Stevenson
  - Le cronache di Narnia - Il principe Caspian, regia di Andrew Adamson
  - La bussola d'oro, regia di Chris Weitz
- Musical
  - Mamma mia!, regia di Phyllida Lloyd
  - Come d'incanto, regia di Kevin Lima
  - Sweeney Todd - Il diabolico barbiere di Fleet Street, regia di Tim Burton

- Supereroi
  - Il cavaliere oscuro, regia di Christopher Nolan
  - Iron Man, regia di Jon Favreau
  - Hancock, regia di Peter Berg
  - L'incredibile Hulk, regia di Louis Leterrier
- Performance Maschile
  - Johnny Depp - Sweeney Todd - Il diabolico barbiere di Fleet Street
  - Christian Bale - Il cavaliere oscuro
  - Pierce Brosnan - Mamma mia!
  - Will Smith - Io sono leggenda e Hancock
- Performance Femminile
  - Meryl Streep - Mamma mia!
  - Amy Adams - Come d'incanto
  - Helena Bonham Carter - Sweeney Todd - Il diabolico barbiere di Fleet Street
  - Ellen Page - Juno
- Premio Speciale di Riconoscimento: Pixar

### National Movie Awards 2010
- Azione/Thriller
  - Sherlock Holmes, regia di Guy Ritchie
  - Shutter Island, regia di Martin Scorsese
  - Bastardi senza gloria, regia di Quentin Tarantino
  - 2012, regia di Roland Emmerich
  - Kick-Ass, regia di Matthew Vaughn
- Famiglia
  - Harry Potter e il principe mezzosangue, regia di David Yates
  - Up, regia di Pete Docter e Bob Peterson
  - Alvin Superstar 2, regia di Betty Thomas
  - Tata Matilda e il grande botto, regia di Susanna White
- Fantasia
  - The Twilight Saga: New Moon, regia di Chris Weitz
  - Alice in Wonderland, regia di Tim Burton
  - Avatar, regia di James Cameron
  - Scontro tra titani, regia di Louis Leterrier

- Film più anticipato dell'estate
  - The Twilight Saga: Eclipse, regia di David Slade
  - Sex and the City 2, regia di Michael Patrick King
  - Toy Story 3 - La grande fuga, regia di Lee Unkrich
- Breakthrough Movie
  - Un amore all'improvviso, regia di Robert Schwentke
  - Coco avant Chanel - L'amore prima del mito, regia di Anne Fontaine
  - Paranormal Activity, regia di Oren Peli
  - Harry Brown, regia di Daniel Barber
  - Nativity, regia di Catherine Hardwicke
- Performance Migliore: Robert Pattinson - The Twilight Saga: New Moon
- Premio Speciale di Riconoscimento: Harry Potter (serie di film)
- Screen Icon Award: Tom Cruise

### National Movie Awards 2011
- Fantasia
  - Harry Potter e i Doni della Morte - Parte 1, regia di David Yates
  - I fantastici viaggi di Gulliver, regia di Rob Letterman
  - Harry Potter e i Doni della Morte - Parte 1, regia di David Yates
  - Le cronache di Narnia - Il viaggio del veliero, regia di Michael Apted
  - Tron: Legacy, regia di Joseph Kosinski
- Drammatico
  - Il discorso del re, regia di Tom Hooper
  - 127 ore, regia di Danny Boyle
  - Il cigno nero, regia di Darren Aronofsky
  - Il discorso del re, regia di Tom Hooper
  - The Social Network, regia di David Fincher
  - Il Grinta, regia di Joel ed Ethan Coen
- Film dell'estate da vedere
  - Harry Potter e i Doni della Morte - Parte 2, regia di David Yates
  - Captain America - Il primo Vendicatore, regia di
  - Cars 2, regia di John Lasseter e Brad Lewis
  - Cowboys & Aliens, regia di Jon Favreau
  - Lanterna Verde, regia di Martin Campbell
  - Harry Potter e i Doni della Morte - Parte 2, regia di David Yates
  - Kung Fu Panda 2, regia di Jennifer Yuh Nelson
  - Pirati dei Caraibi - Oltre i confini del mare, regia di Rob Marshall
  - Una notte da leoni 2, regia di Todd Phillips
  - I Puffi, regia di Raja Gosnell
  - Transformers 3, regia di Michael Bay
  - X-Men - L'inizio, regia di Matthew Vaughn
- Commedia
  - Paul, regia di Greg Mottola
  - Parto col folle, regia di Parto col folle
  - Mia moglie per finta, regia di Dennis Dugan
  - Vi presento i nostri, regia di Paul Weitz
  - Paul, regia di Greg Mottola
- Animazione
  - Rapunzel - L'intreccio della torre, regia di Nathan Greno e Byron Howard
  - Cattivissimo me, regia di Pierre Coffin e Chris Renaud
  - Gnomeo e Giulietta, regia di Kelly Asbury
  - Megamind, regia di Tom McGrath

- One to Watch: Brits Going Global
  - Jamie Campbell Bower
  - Riz Ahmed
  - Jamie Campbell Bower
  - Henry Cavill
  - Luke Evans
  - Andrew Garfield
  - Tom Hardy
  - Rosie Huntington-Whiteley
  - Felicity Jones
  - Alex Pettyfer
  - Sam Riley
  - Andrea Riseborough
  - Ed Westwick
- Performance dell'anno
  - Colin Firth
  - James Franco
  - Zach Galifianakis
  - Jack Black
  - Rupert Grint
  - Daniel Radcliffe
  - Emma Watson
  - Jennifer Aniston
  - Ben Stiller
  - Ben Barnes
  - Georgie Henley
  - Nick Frost
  - Simon Pegg
  - Natalie Portman
  - Helena Bonham Carter
  - Geoffrey Rush
  - Colin Firth
  - Jesse Eisenberg
  - Jeff Bridges
  - Hailee Steinfeld
- Premio Speciale di Riconoscimento: Il discorso del re
- Screen Icon Award: Johnny Depp